# 布拉德·洛豪斯
布拉德·艾伦·洛豪斯（英語：Brad Allen Lohaus，1964年9月29日—），美国NBA联盟前职业篮球运动员。他在1987年的NBA选秀中第2轮第22顺位被波士顿凯尔特人选中。